# Глеки з бороданями

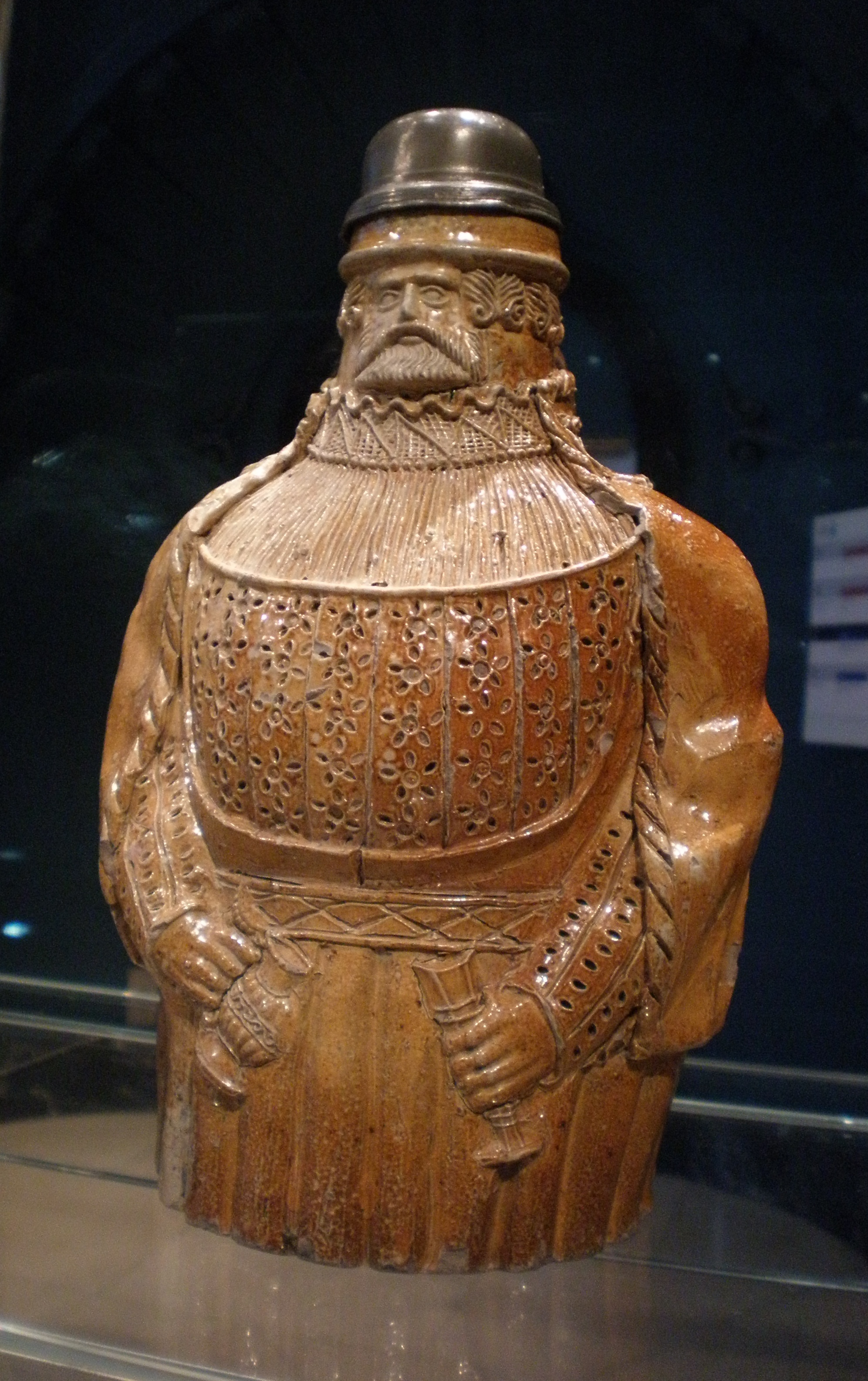
Глек з бороданем, Кельн. Музей Вікторії й Альберта, Лондон, до 1550 року.

Глеки з бороданями (нім. Bartmannskrug) — уславлені зразки кераміки Німеччини доби середньовіччя і сучасності.

## Історія
Наявність відповідних копалин і працьовитих майстрів, здатних використовувати будь-які природні дари, сприяла формуванню в рейнській області керамічного виробництва. Поширення ремесла призвело як до урізноманітнення асортименту, так і до значного удосконалення технологій виготовлення кераміки. Згодом м'яку і нетривку кераміку замінили на довготривку, міцну, з різнобарвною поливою. Уславленою сторінкою керамічного виробництва Німеччини стане як виготовлення посуду із кам'яної маси, так і віднайдення рецептури власної порцеляни в 1709 року, аналоги якої дорівнювали за якістю чи навіть перевищували її в порівнянні з порцеляною Китаю (Беттгер Йоганн Фрідріх).
Посуд і глеки із кам'яної маси були настільки якісними, що ними широко торгували як з містами Нідерландів і Британії на заході, так і Новгородом, Псковом, Петербургом на сході. Міцний німецький посуд узяв в далекий похід на Тихий океан капітан Вітус Берінг. А німецький синьо-білий глек з розкопок на місті стоянки експедиції Берінга прикрасив Російський державний музей Арктики і Антарктики в Петербурзі.

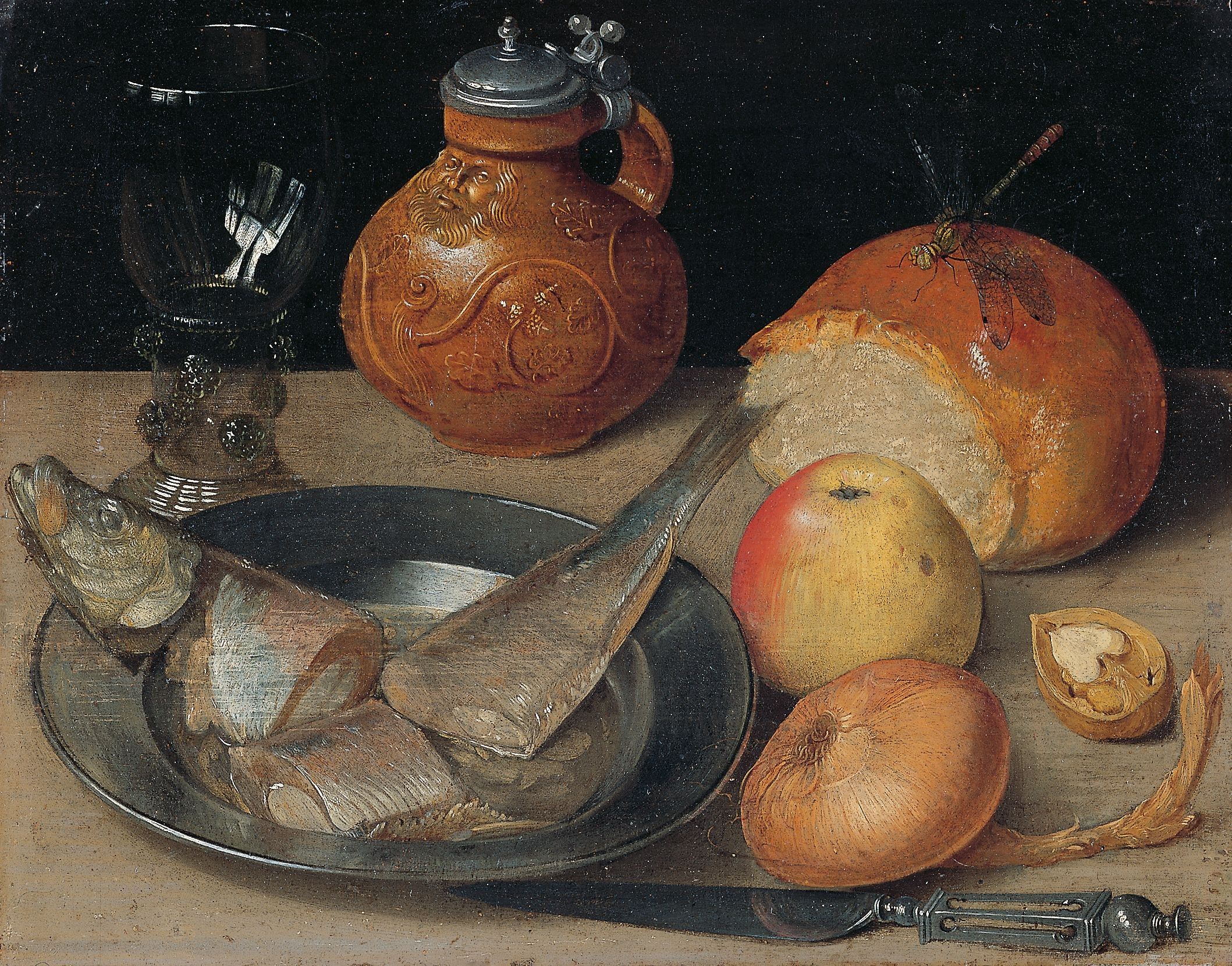
Георг Флегель. «Натюрморт з оселедцем і глеком з бороданем», 1631 рік. Поморський державний музей, Графйсвальд.

Культурним феноменом стануть і керамічні глеки і кухлі з бороданями, що походять з рейнської області. Було відомо декілька керамічних центрів, котрі були розташовані поблизу міста Кельн і, згодом, в самому місті, котрі виробляли популярні горшики і кухлі. Зазвичай глеки мали маску бородатого чоловіка на горлі, більш-менш реалістично відтворену. Чому саме він, невідомо, як невідоме і походження цього символу. Бородань поданий як маска без тулуба, часто в оточенні з рослинним візерунком. В коротку добу німецького відродження було виготовлено декілька глеків з бороданем і його тулубом до колін в тогочасному одязі, з подробицями і реалістичними деталями. Капелюх персонажа виконували з металу і той слугував кришкою вузької горловини. Вважають, що ці фігурні глеки слугували для утримання пива або збереження вина. Відомо, що подібні глеки з бороданем десятиліттями слугували в сільських районах Німеччини, їх брали в поле. Рештки розбитих глеків з бороданями знайдені на розкопках в різних містах Німеччини, в Британії, Голландії тощо. Ознакою місцевого, німецького колориту стали глеки з бороданями в натюрмортах німецького художника Георга Флегеля (1566—1638).
В 19 столітті глеки з бороданями стають предметами колекціонування. Саме з приватних колекцій надійшли відомі зразки глеків з бороданями, котрі зберігає і експонує Музей Вікторії й Альберта, Лондон.
Традиція виготовлення фігурних глеків з бороданями підтримана і в 20 столітті. Вони стануть темою незвичних німецьких фонтанів. Найбільший за розмірами глек із бороданем встановлений в місті Фрехен. Його висота дорівнює 2 метри 40 сантиметрів.

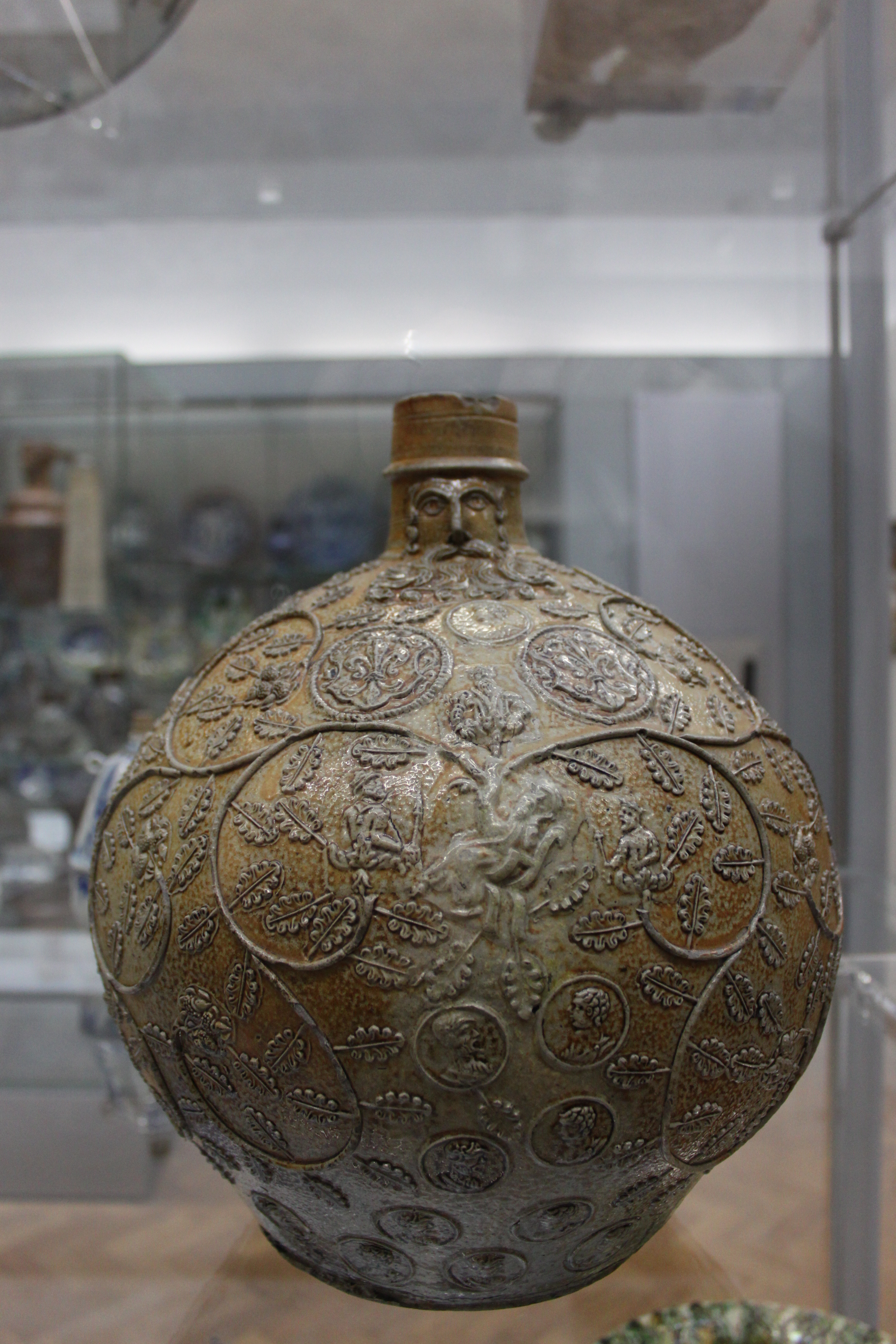
Кулястий глек із бороданем і рослинним візерунком, до 1550 р. Музей Вікторії й Альберта, Лондон.
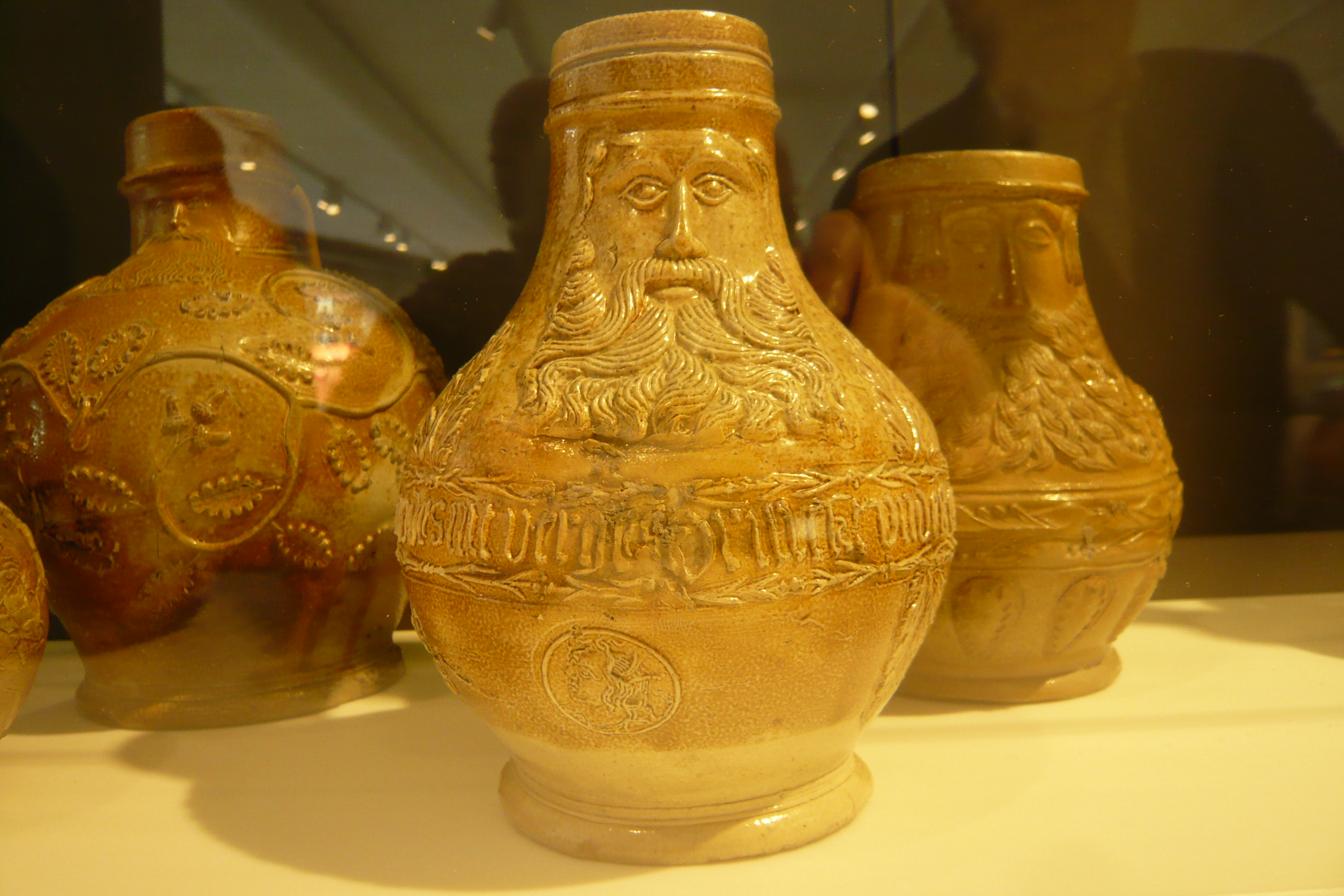
Глеки з бородчами, знахідки в Алкмарі.
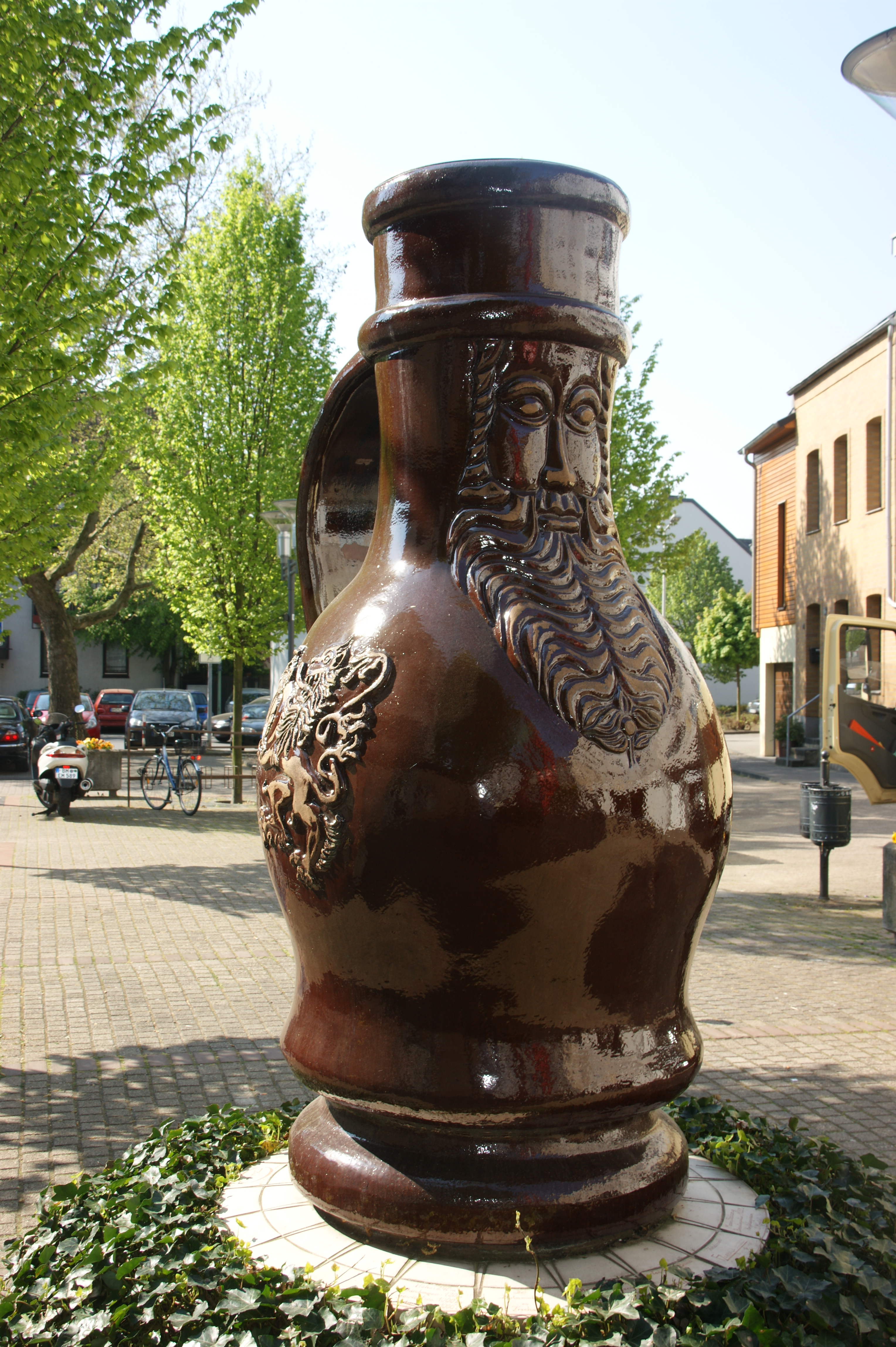
Сучасний глек із бороданем, 240 см заввишки, місто Фрехен, Німеччина